# مرشدات كوريا
مرشدات كوريا (بالكورية:카우트스카우트) هي المنظمة الإرشادية الوطنية في كوريا الجنوبية . تأسست المنظمة في عام 1946، وأصبحت المنظمة عضوا في الرابطة العالمية للمرشدات وفتيات الكشافة في عام 1957. المنظمة مختلطة وتحوي 78،365 عضوا (اعتبارا من عام 2003).